# Leonhard Blass
Leonhard Blass, auch Leonhard Blaß, war ein deutscher Landwirt und Politiker.

## Leben
Zu den Lebensdaten von Leonhard Blass liegen keine gesicherten Erkenntnisse vor.
Er war Landwirt, Steuerobertaxator (Schätzer) und Bürgermeister in Prosselsheim.
In den Jahren von 1819 bis 1825 sowie von 1831 bis 1845 war er im 1. und 2. bayerischen Landtag sowie im 5. bis 9. bayerischen Landtag in der Kammer der Abgeordneten vertreten. 
Von 1831 bis 1834 gehörte er zur gemäßigten Opposition. 1845 wurde ihm die Bewilligung zum Eintritt in die Kammer versagt; seine hierauf eingelegte Reklamation wurde als nicht begründet zurückgewiesen.
1858 wanderte er offensichtlich nach Amerika aus.